# María Kodama
María Kodama Schweizer (Buenos Aires, 10 de março de 1937 – Buenos Aires, 26 de março de 2023) foi a viúva do autor Argentino Jorge Luis Borges e a única titular dos seus bens após a sua morte em 1986. Borges legou a Kodama os seus direitos autorais num testamento escrito em 1979, quando ela era a sua secretária literária, e legou a ela toda a sua propriedade em 1985. Casaram-se em 1986, pouco antes da morte de Borges.

## Biografia
Kodama foi filha de pai japonês e mãe alemã. Ela conheceu Borges quando ainda era uma estudante, numa das suas palestras em Buenos Aires, sobre Literatura islandesa.
Após a morte da mãe de Borges aos noventa e nove anos em 1975, com quem o autor tinha vivido toda a sua vida, Kodama tornou-se a secretária literária de Borges e teve a oportunidade—a convite do cuidador de Jorge Luis Borges, Fani Uvelda—de ajudá-lo face à sua cegueira e frequentes viagens ao exterior durante seus últimos anos, quando recebeu muitos convites de instituições de todo o mundo. Kodama ajudou Borges a escrever, pois ele havia perdido a visão. Ela colaborou com ele em Breve antología anglosajona (1978) e Atlas (1984, um relato de suas viagens em conjunto) e na tradução de o Younger Edda por Snorri Sturluson.
Kodama casou com Borges, através de representantes num processo civil no Paraguai a 26 de abril de 1986. Esta era uma prática comum para os Argentinos, que pretendiam contornar as restrições sobre o divórcio em seu país no momento, uma vez que Borges já tinha sido casado anteriormente mas se encontrava separado da sua primeira esposa. No momento do casamento, Borges estava terminalmente doente, e morreu de câncer, em Genebra, Suíça, no dia 14 de junho de 1986.
Ela foi presidente da Fundación Internacional Jorge Luis Borges, que fundou em Buenos Aires, em 1988.
Depois da morte de Borges, Kodama renegociou os direitos de tradução para o inglês das suas obras. Em particular, ela revogou um longo acordo entre Borges e o tradutor Norman Thomas di Giovanni, em que os royalties para um número de obras e traduções em que eles colaboraram eram divididos igualmente entre o autor e o tradutor. Novas traduções por Andrew Hurley foram encomendadas e publicadas para substituir as traduções de di Giovanni, que não foram mais reimpressas.
A assertiva administração de Kodama da propriedade intelectual de Borges também resultou numa amarga disputa com a editora francesa Gallimard sobre a reedição das obras completas de Borges em francês. Pierre Assouline, no Le Nouvel Observateur (agosto de 2006) chamou-lhe de "um obstáculo para a difusão das obras de Borges." Kodama tomou medidas legais contra Assouline, considerando a observação injustificada e difamatória, pedindo uma compensação simbólica de um euro. Kodama também bloqueou novas apresentações de Tango Apasionado, uma apresentação baseada em algumas obras de Borges. Seus advogados também enviaram intimações judiciais contra diversos outros autores por escreverem obras que citam e adaptam contos de Borges; e Jonathan Basile, o criador do website The Library of Babel [en], uma implementação digital da biblioteca imaginada por Borges em A Biblioteca de Babel, por citar um parágrafo desse conto no site.
María Kodama morreu em 26 de março de 2023, de câncer de mama, em sua casa em Buenos Aires.